# STS-53
是历史上第五十二次航天飞机任务，也是發現號太空梭的第十五次太空飞行。

## 任务成员
- 大卫·沃克（David M. Walker，曾执行、以及任务），指令长
- 罗伯特·卡巴纳（Robert D. Cabana，曾执行、以及任务），飞行员
- 圭恩·布鲁福德（Guion Bluford，曾执行、以及任务），任务专家
- 詹姆斯·沃斯（James S. Voss，曾执行、以及任务），任务专家
- 迈克尔·克利福德（Michael R. Clifford，曾执行、以及任务），任务专家